# Inbyn, Skellefteå kommun
Inbyn är en ort sydväst om Skellefteå i Skellefteå socken i Skellefteå kommun. För bebyggelsen i norra delen av orten avgränsade SCB mellan 2005 och 2020 en småort och namnsatte denna till Norr om Inbyn (kvarn)
Bebyggelsen ligger runt en kvarn, även kallad Skråmträsks kvarn, som var i drift mellan 1946 och 2003.
Det finns även en livsmedelsbutik och ett kafé vid kvarnen.